# المحيطي (كتاب)
المحيطي هي رواية خيال علمي غامضة مثيرة صدرت عام 2014 من تأليف ويليام جيبسون  وتدور أحداثها ما بعد نهاية العالم. تركز القصة على امرأة أمريكية شابة تعيش في بلدة ريفية في المستقبل القريب، وعلى مسؤول دعاية في لندن يعيش 70 عامًا بعد ذلك.
بدأ بث مسلسل تلفزيوني مقتبس من الكتاب لعام 2022، من إنتاج أمازون، في 21 أكتوبر.

## ملخص
تركز الرواية على فلين وشقيقها بيرتون. عندما يُعيين بيرتون في وظيفة أمنية تجري في ما يعتقد أنه الفضاء الإلكتروني ويأخذ فلين مكانه مؤقتًا، وقد تشهد جريمة قتل محتملة.